# Gremese
Gremese è una casa editrice italiana fondata nel 1977, specializzatasi inizialmente nelle arti dello spettacolo: cinema, teatro, danza, televisione e altri media. Successivamente, la Gremese è andata via via allargandosi dando vita a numerose collane e a un catalogo generalista aperto a numerosi interessi. È giunta poi la fondazione di un'altra sigla editoriale, L'Airone, così come la creazione della linea francese della Gremese, che ha esportato il proprio marchio anche in Francia. Con il marchio Gremese sono stati inoltre pubblicati e distribuiti per qualche tempo anche libri in tedesco e in inglese nei paesi di lingua tedesca e inglese.

## Storia
Con circa 4000 titoli pubblicati in quarant'anni di attività, la Gremese si presenta come leader in Italia per quanto riguarda l'editoria specializzata nello spettacolo con particolare attenzione al mondo del cinema, della danza e del teatro. Nel corso degli anni ha esteso le pubblicazioni a numerosi altri temi quali la letteratura, la musica, lo sport, le antologie, i saggi, i libri illustrati, i manuali, le guide self-help e lifestyle. Spiccano le collaborazioni avute negli anni con personaggi e amici come Fellini, Sordi, Scola, Moravia, Avati, Sophia Loren, Tornatore, Verdone, Maurizio Costanzo, Polanski e tantissimi altri. Dal 1992 Gremese è presente anche sulla scena editoriale francofona con molti titoli italiani del proprio catalogo in lingua francese. Nel 2012, a seguito di un accordo di partnership, il marchio Gremese viene gestito in Francia da Les Éditions de Grenelle, specializzatasi nella pubblicazione di titoli di narratori italiani per i tipi di Roma Livres.

## Collane
Si possono evidenziare alcune linee portanti:
- Annuari e Guide
- Biblioteca delle Arti
- Piccola biblioteca delle Arti
- Dialoghi
- Grandi Dizionari Economici (nata dalla collaborazione con Oxford, Collins e Larousse).
- Hobby e Sport
- Superalbum
- Saggi Illustrati
- Astronomia & Dintorni
- Le Calìe
- Media Manuali
- Crimen
- I migliori film della nostra vita (collana diretta da Enrico Giacovelli).
- CineAlbum, monografie di cinema e spettacolo per la scuola e l'Università.
- Narratori Francesi Contemporanei

## Premi e riconoscimenti
Nel corso degli anni Gremese ha conseguito diversi premi tra i quali:
- Premio Diego Fabbri per il teatro e lo spettacolo[5]
- Premio Funny Film Boario
- Premio Prato per la narrativa
- Efebo d'oro per il cinema[6]
- Premio Positano - Léonide Massine per la danza[7]
- Premio Meilleur livre sur la danse (Les Cygnes du Kremlin)[8]